# 六分儀座V4028
六分儀座V4028，又名CD-2414219，HD 168574、SAO 186699、HR 6861，是六分儀座的一颗恒星，视星等为6.25，位于銀經7.44，銀緯-4.99，其B1900.0坐标为赤經18h 15m 22s，赤緯-24° -4.99′ 36″。